# Verhörzentrum Bad Nenndorf

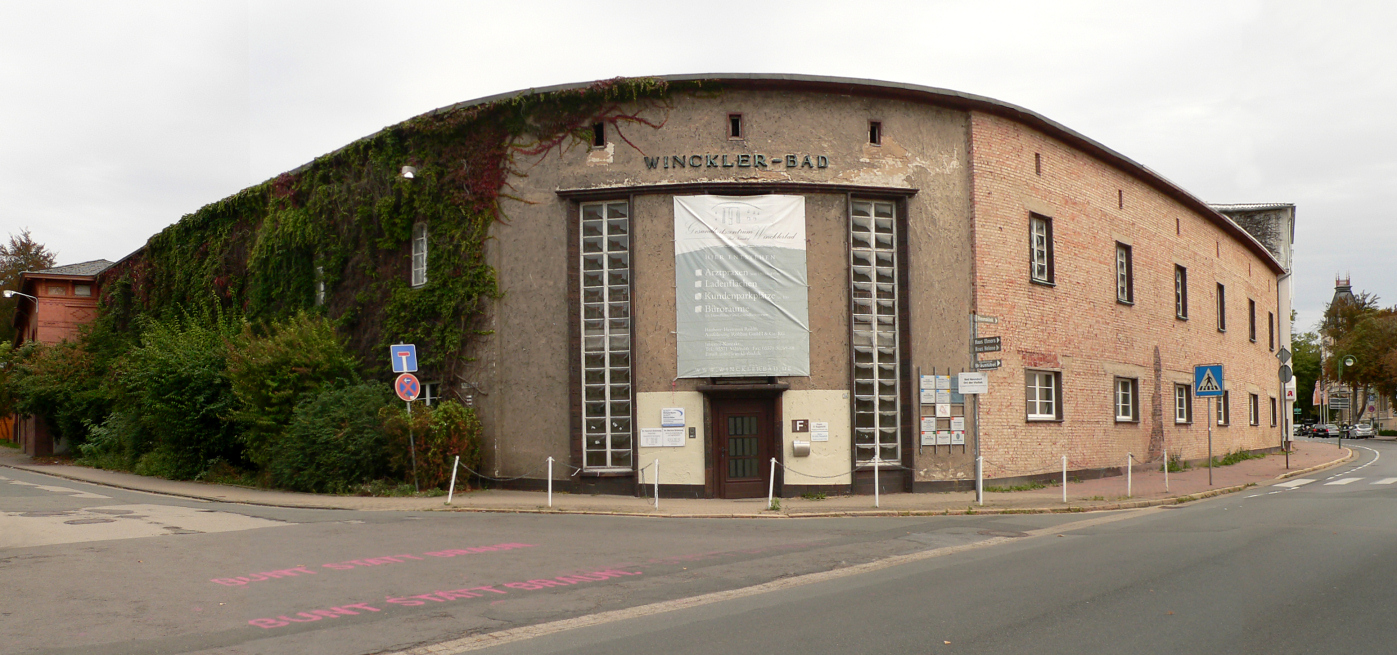
Das Winckler-Bad vor der Renovierung, 2012

Das Verhörzentrum Bad Nenndorf war ein Internierungslager in der Nachkriegszeit in Deutschland und Kriegsgefangenenlager des Vereinigten Königreichs in Bad Nenndorf innerhalb der britischen Besatzungszone. Es wurde von Juni 1945 bis Juli 1947, also unmittelbar nach dem Ende des Zweiten Weltkriegs in Europa (VE-Day), in der Badeanlage Winckler-Bad von der Britischen Rheinarmee betrieben. Es wurde dort gefoltert.

## Funktion
Das britische War Office richtete das Internierungslager als streng abgeschirmtes Geheimgefängnis unter der Bezeichnung No. 74 Combined Services Detailed Interrogation Centre ein. Es befand sich im Gebäudekomplex Winckler-Bad sowie angrenzenden Bauten. Das Badehaus ist nach Axel Winckler, einem führenden Balneologen und Dirigierenden Brunnenarzt in Bad Nenndorf benannt. Das Gefängnis unterstand dem Geheimdienst, der Britischen Rheinarmee und der britischen Militärregierung gemeinsam. Vorwiegend wurden hier Personen interniert und verhört, die als höchste Sicherheitsgefahr angesehen wurden. Neben hohen und höchsten Funktionären der NSDAP, Diplomaten, Offizieren der Abwehr und aller Wehrmachtteile saßen auch „kleine Fische“ ein, Grenzgänger, die der Spionage für die Sowjetunion bezichtigt wurden. Insgesamt wurden im Internierungslager Bad Nenndorf 372 Männer und 44 Frauen inhaftiert und verhört, oft unter Folter. Opfer waren zunächst meist ehemalige Angehörige der SS, der SA, der Gestapo oder der Abwehr sowie Funktionäre der NSDAP oder der Hitlerjugend. Die Briten befürchteten Aufstände gegen die Besatzungsherrschaft sowie Terroranschläge des Werwolfs. Sie versuchten mit brutalen Befragungsmethoden Informationen über bevorstehende und geplante Aktionen zu bekommen. In mindestens einem Fall sollen sie auch Folterwerkzeuge der Gestapo (wie Daumen- und Schienbeinschrauben) benutzt haben, die sie sich aus dem Hamburger KZ Neuengamme beschafft hatten. Als Internierte im Frühjahr 1947 in das Internierungslager Fallingbostel verlegt wurden, sickerte durch, dass in Bad Nenndorf katastrophale Zustände herrschten. Nach Interventionen der katholischen Kirche, eines britischen Kardinals und des Labour-Abgeordneten Richard Stokes wurde das Internierungslager geschlossen.

## Prozess
Scotland Yard ermittelte die Vorfälle und im Frühjahr 1948 kam es zu einem Prozess in London. Der Lagerkommandant Colonel Robin Stephens, einige Vernehmungsoffiziere und Wachen sowie der Lagerarzt wurden angeklagt. Im Prozess trat der Internierte Graf Robert Treusch von Buttlar-Brandenfels auf, der während und nach dem Krieg als Spion mehrfach die Seiten gewechselt hatte und in der Bad Nenndorfer Haft in der Wasserzelle zwölf durch Erfrierungen seine Zehen eingebüßt hatte. Nur der Lagerarzt wurde durch Entlassung aus der britischen Armee verurteilt. Es wurde trotz der Freisprüche festgestellt, dass Internierte menschenunwürdig behandelt und misshandelt worden waren, mit der Folge, dass einige von ihnen bleibende Schäden davontrugen. Es hatte Misshandlungen zum Erpressen von Aussagen gegeben und grundlose Exzesse von Wachen, die alle aus einer Strafkompanie gekommen sein sollen.

## Auflösung
Viele der Internierten kamen nach der Schließung des Internierungslagers Bad Nenndorf anschließend in das Camp Roosevelt in Hemer, das im Zweiten Weltkrieg als Stammlager VI A gedient hatte, oder in das Internierungslager Eselheide bei Paderborn. Der militärische Geheimdienst richtete als Ersatz für Bad Nenndorf kurz darauf ein neues Vernehmungslager ein, das aber von der britischen Regierung sofort wieder geschlossen wurde, angeblich vom zuständigen Deutschlandminister persönlich.

## Rezeption
Als im Jahr 2005 bekannt wurde, dass britische Soldaten im Irak folterten, wurde das Thema von englischen und deutschen Medien wieder aufgegriffen. Nach diesen Reportagen sei zumindest ein Teil der in Bad Nenndorf Internierten von britischen Truppen systematisch misshandelt worden, einige zu Tode gefoltert worden. Ursprüngliches Ziel des Lagers sei die Inhaftierung von Mitgliedern der Waffen-SS gewesen. Später seien allerdings auch Industrielle, Waldbesitzer oder selbst Mitglieder linker Gruppierungen in diesem Lager interniert worden. Der englische Journalist Ian Cobain berichtete, dass sogar ein deutscher Jude, der Buchenwald überlebt hatte, in diesem Internierungslager inhaftiert wurde. Dem letzten Überlebenden Gerhard Menzel zufolge handelte es sich dabei um Hans Habermann.
Das Internierungslager Bad Nenndorf ist wie beispielsweise auch die Rheinwiesenlager in Deutschland ein politisches Thema. Laut dem Historiker Heiner Wember „behaupten Neonazis [heute noch], die Briten hätten in den regulären Internierungslagern für Nazis nach dem Krieg Methoden angewandt wie die Nazis selber… Doch das ist reiner Quatsch.“ Er wertete als erster Historiker die englischen Internierungsakten aus und beschrieb die britische Internierungspolitik und die Prozesse gegen 19.000 Internierte.

## Ort rechtsextremer Demonstrationen
Ab dem Jahre 2006 führten sogenannte „Freie Kräfte“ der Neonaziszene jährlich jeweils im August in Bad Nenndorf sogenannte „Trauermärsche“ zum Wincklerbad durch, die später in Marsch der Ehre umbenannt wurden. Tenor war dabei das Gedenken an die „Opfer des alliierten Folterlagers im Wincklerbad“. Bis zum Jahre 2030 waren derartige Veranstaltungen jährlich in Bad Nenndorf angemeldet worden. Die letzte Veranstaltung fand 2015 statt.
Bürger in Bad Nenndorf gründeten aus Besorgnis, dass sich Bad Nenndorf zu einem Treffpunkt der rechten Szene entwickelt, das Bündnis Bad Nenndorf ist bunt. Die Vereinigung organisierte zu den jährlichen Demonstrationen der rechten Szene jeweils Gegendemonstrationen, an denen sich bis zu 1000 Personen beteiligten. Da zum Schutze der Versammlungen mehrere tausend Polizeibeamte eingesetzt werden, herrschte an zwei Tagen Ausnahmezustand im Ort.